# Hybrid Air Vehicles
Pour les articles homonymes, voir HAV.
Hybrid Air Vehicles (HAV) est un concepteur et fabricant britannique d'aéronefs.
Le projet de dirigeable électrique a été sélectionné par l'armée américaine dans le cadre du projet Long Endurance Multi-Intelligence Vehicle (LEMV), mais le projet est abandonné en 2013 à cause de coupes budgétaires.
Le prototype HAV-304 a un volume de 38 000 m3, et mesure 91 m de long sur 34 m de large, pour une hauteur de 26 m. Un prototype a réalisé un vol d'essai en 2012 dans le New Jersey aux États-Unis.

## Airlander 10

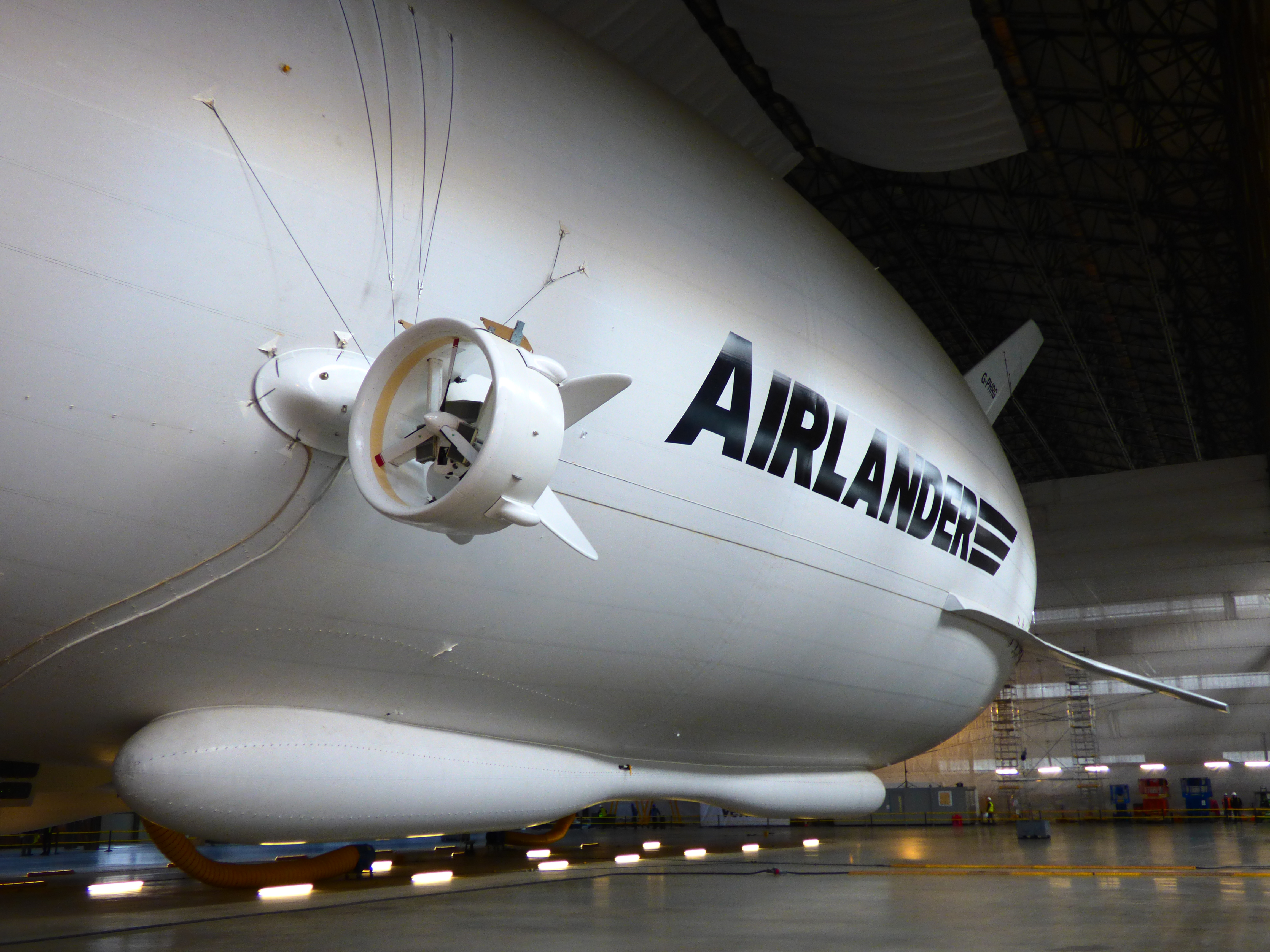
Airlander 10 dans son hangar de Cardington le 21 mars 2016.

Cet aéronef hybride est de type « blimp », c'est-à-dire à enveloppe souple, à la différence des zeppelins construits sur une ossature métallique. 
Conçu en 2010 pour l'US Army comme plateforme aérienne de surveillance pouvant rester en l'air plus longtemps qu'un avion, le prototype HAV 304 finalement non retenu par l'armée a été modifié pour des usages civils. Le vol inaugural de The Martha Gwyn — nom de baptême — prévu le 14 août a été reporté au 17 août pour raison d'incident technique. Lors de son premier envol le 17 août 2016, il est le plus grand aéronef du monde avec 92 mètres de long, 44 de large et 26 de hauteur, soit un volume de 38 000 m3 (moins que le plus gros zeppelin dont le volume était de 190 000 m3 et pouvait emporter 11 t de fret). 
Il peut transporter jusqu'à 50 passagers ou 10 tonnes de charge utile. Sa fabrication a couté près de 30 millions d'euros. Le bâtiment est capable de se mouvoir à une vitesse allant jusqu'à 149 km/h et à une altitude de 4,9 km. Il pourrait être localement utilisé pour remplacer des grues et transporter du fret lourd, notamment dans le secteur du BTP.